# Кристофер, Робин
Ро́бин Кри́стофер-Крейн (англ. Robin Christopher-Crane; род. 18 июня 1965, Ревир, Массачусетс) — американская актриса мыльных опер. Наиболее известна ролью Скай Чэндлер в мыльных операх «Все мои дети», «Одна жизнь, чтобы жить» и «Главный госпиталь», в которых она снималась в 1987—2011 года. За эту роль она получила 2 номинации на премию «Эмми» (2003, 2005).

## Личная жизнь
Кристофер родилась в Ревире, штат Массачусетс. Одна из двух детей в семье своих родителей, имеет одного брата.
С 2000 года Кристофер замужем за актёром Мэттом Крейном. У супругов есть двое детей — Август Кристофер Крейн (род. 14.07.2004) и дочь Джанна Мари Крейн (род. 10.07.2006).